# Ayoub Abdi
Ayoub Abdi  (arabisk : أيوب العبدي) (født 6. februar 1997) er en algerisk håndboldspiller, som spiller for Fenix Toulouse Handball og algeriske landshold.
Han deltog i verdensmesterskabet i håndbold i 2021.